# Lucas Dessaigne
Pour les articles homonymes, voir Dessaigne.
Pas d'image ? Cliquez ici

a Compétitions nationales et continentales officielles uniquement.

Dernière mise à jour le 07 novembre 2024.
Lucas Dessaigne, né le 27 février 1999 à Riom (Puy-de-Dôme), est un joueur français de rugby à XV. Il évolue au poste de troisième ligne aile principalement, mais également comme troisième ligne centre à l'ASM Clermont Auvergne.

## Biographie

### Jeunesse et formation
Né à Riom, Lucas Dessaigne grandit à Enval et fait ses débuts au rugby à XV à Ovalimagne (une entente entre Aigueperse, Saint-Bonnet-près-Riom et Ennezat) dès l'âge de six ans. Son père étant joueur à Ennezat, il y joue lui aussi. À 11 ans, il participe à l'une des détections organisées par l'ASM Clermont Auvergne en milieu d'année et il intègre finalement le club.
Il est également champion de France avec les moins de 15 ans de l'ASM Clermont.
En 2017, il fait partie du groupe Élite formation de l'ASM Clermont Auvergne. Il est notamment capitaine chez les espoirs.
Durant l'année 2019, alors qu'il est étudiant en STAPS, il est international universitaire avec la France. Il dispute un Crunch contre l'équipe d'Angleterre universitaire, remporté 39 à 22 par les français.

### Carrière professionnelle
Lors de la saison 2019-2020, il effectue ses deux premiers matchs avec les professionnels, en Top 14 et en Champions Cup. Pour son premier match de Champions Cup, il est d'ailleurs victime d'une commotion cérébrale trois minutes après son entrée en jeu contre l'Ulster.
En 2019, il signe son premier contrat professionnel avec l'ASM Clermont Auvergne,.
Il est retenu par l'ASM Clermont Auvergne pour participer à la première édition du Supersevens.
L'entraîneur de l'ASM Clermont, Franck Azéma, le titularise pour la première fois lors du match RC Toulon - ASM Clermont, le 27 décembre 2020. Auteur d'un match très complet, il prend même le capitanat de Wesley Fofana pendant quelques minutes.
C'est à partir de la saison 2021-2022 qu'il gagne grandement en temps de jeu, disputant vingt-deux rencontres au total pour sept titularisations. Durant le mois de novembre, il est retenu par son club pour participer à l'étape finale du Supersevens 2021.
En début de saison 2022-2023, il réalise une très bonne performance défensive contre le Stade rochelais, champion d'Europe en titre, en réalisant 29 plaquages sans en manquer et contribuant à la victoire 22-13 de son équipe. Sa première partie de saison est ensuite perturbée par une blessure au cou puis une commotion le rendant indisponible pendant trois mois entre octobre et janvier,,,. Toutefois, en deuxième partie de saison, il continue tout de même sur sa lancée de la saison précédente pour terminer la saison avec un total de dix-huit matchs dont huit en tant que titulaire.
Lors des trois premiers matchs de la saison 2023-2024, Christophe Urios lui accorde sa confiance et le titularise pour les matchs avant la coupure dû à la Coupe du monde 2023. Pendant cette période de trêve, il est annoncé qu'il a signé une prolongation de contrat le liant jusqu'en 2027 avec son club formateur.

### À côté de sa vie de joueur
Le père de Lucas Dessaigne étant entraîneur de club de rugby de Riom, club jouant en Fédérale 3 puis en Fédérale 2 à partir de la saison 2022-2023, il donne tout d'abord des « coups de main » auprès de cette équipe, puis passe finalement ses diplômes d'entraîneur qu'il valide courant 2020. Pendant la saison 2022-2023, il entraîne notamment son futur coéquipier à l'ASM Clermont : Robin Couly.

## Style de jeu
Lucas Dessaigne évolue principalement au poste de troisième ligne aile, mais peut également jouer comme troisième ligne centre. Il a un profil de « plaqueur-gratteur » selon lui. Le plaquage étant un aspect de ce sport qu'il apprécie grandement, il le travaille beaucoup. Lors d'une rencontre contre le Stade rochelais en septembre 2022, il réalise une performance défensive de qualité où il réalise pas moins de 29 plaquages et n'en manque aucun. Une performance qui est le plus haut total, dans le Top 14, depuis que le site anglais Opta analyse cette donnée. Il indique s'inspirer de son coéquipier Alexandre Lapandry et de l'international australien David Pocock.

## Statistiques en club
| Saison             | Club               | Championnat | Championnat | Championnat | Compétitions EPCR | Compétitions EPCR | Compétitions EPCR |
| Saison             | Club               | Compétition | Matchs      | Essais      | Compétition       | Matchs            | Essais            |
| ------------------ | ------------------ | ----------- | ----------- | ----------- | ----------------- | ----------------- | ----------------- |
| 2019-2020          | ASM Clermont       | Top 14      | 1           | -           | Coupe d'Europe    | 1                 | -                 |
| 2020-2021          | ASM Clermont       | Top 14      | 5           | -           | Coupe d'Europe    | -                 | -                 |
| 2021-2022          | ASM Clermont       | Top 14      | 17          | 1           | Coupe d'Europe    | 5                 | -                 |
| 2022-2023          | ASM Clermont       | Top 14      | 15          | 1           | Champions Cup     | 1                 | -                 |
| 2022-2023          | ASM Clermont       | Top 14      | 15          | 1           | Challenge Cup     | 2                 | -                 |
| 2023-2024          | ASM Clermont       | Top 14      | 17          | 2           | Challenge Cup     | 4                 | -                 |
| Total ASM Clermont | Total ASM Clermont | Top 14      | 55          | 4           | Compétitions EPCR | 13                | 0                 |

## Palmarès
- Champion de France espoirs en 2018 avec l'ASM Clermont Auvergne